# Łęczna (gromada)
Łęczna – dawna gromada, czyli najmniejsza jednostka podziału terytorialnego Polskiej Rzeczypospolitej Ludowej w latach 1954–1972.
Gromady, z gromadzkimi radami narodowymi (GRN) jako organami władzy najniższego stopnia na wsi, funkcjonowały od reformy reorganizującej administrację wiejską przeprowadzonej jesienią 1954 do momentu ich zniesienia z dniem 1 stycznia 1973, tym samym wypierając organizację gminną w latach 1954–1972.
Gromadę Łęczna siedzibą GRN w mieście Łęcznej (nie wchodzącym w jej skład) utworzono 1 stycznia 1960 w powiecie lubelskim w woj. lubelskim z obszarów zniesionych gromad Zofiówka i Starawieś oraz wsi Zakrzów, wsi Ciechanki, wsi Ciechanki Krzesimowskie i kolonii Leopoldów ze zniesionej gromady Krzesimów w tymże powiecie.
1 stycznia 1962 do gromady Łęczna włączono kolonię Piotrówek B z gromady Mełgiew w tymże powiecie.
Gromada przetrwała do końca 1972 roku, czyli do kolejnej reformy gminnej. 1 stycznia 1973 w powiecie lubelskim utworzono gminę Łęczna (właściwie reaktywowano, ponieważ jednostka o nazwie gmina Łęczna funkcjonowała także w końcu XIX wieku). Od 1999 gmina Łęczna znajduje się w powiecie łęczyńskim w woj. lubelskim.